# شيوعية قومية
الشيوعية القومية هو مصطلح يطلق أحياناً على سياسة بعض الأحزاب الشيوعية أن التقول بأن السعي من أجل تحقيق الأهداف الشيوعية المطلقة يجب أن تحكمه الظروف والأحوال القومية السائدة في الدولة لا النّمط المعمول به في دولة أخرى كالاتحاد السوفياتي وغيره.